# Боргетто-ди-Борбера
Боргетто-ди-Борбера (итал. Borghetto di Borbera) — коммуна в Италии, располагается в регионе Пьемонт, в провинции Алессандрия.
Население составляет 1969 человек (2008 г.), плотность населения составляет 50 чел./км². Занимает площадь 40 км². Почтовый индекс — 15060. Телефонный код — 0143.
Покровителями коммуны почитаются Пресвятая Богородица, празднование 5 августа, и святой Виктор Мавр, празднование 8 мая.

## Демография
Динамика населения:

## Города-побратимы
- Лореджа, Италия (2001)

## Администрация коммуны
- Официальный сайт: http://www.comune.borghettodiborbera.al.it/